# Allard van der Scheer
Allard Jan van der Scheer (21 de agosto de 1928 - 10 de enero de 2014) fue un actor holandés.
Allard van der Scheer murió el 9 de enero de 2014, a los 85 años de edad, en Muiderberg, Holanda del Norte. Le sobreviven su hija, la actriz Veronique.